# Friedel Läpple
Friedel Läpple (né le 20 juin 1938 à Schiffweiler) est un homme politique allemand (SPD). 

## Biographie
Après avoir terminé ses études, Läpple suit à un séminaire des enseignants, puis étudie à l'Université des sciences appliquées de Sarrebruck et à l'Université de Tübingen. Il travaille ensuite comme enseignant dans une école spéciale et comme chef d'une école spéciale dans l'arrondissement de Saint-Wendel. Cependant, son travail d'orthophoniste, qu'il continue à pratiquer parallèlement à son travail politique, est moins bien connu. 

## Carrière politique
Friedel Läpple est membre du Landtag de Sarre de la sixième à la onzième législature (1970-1999). En tant que président du groupe parlementaire (1973-1985), chef du SPD de la Sarre (1970-1977) et membre du conseil exécutif fédéral du SPD (1973-1979), Läpple est le premier candidat du parti aux élections de 1975 ; Malgré un vote majoritaire, les partis d'opposition SPD et FDP / DPS n'ont pas pu obtenir la majorité absolue des sièges. 
Après le changement de gouvernement en 1985, il devient ministre de l'intérieur de la Sarre au sein du cabinet d'Oskar Lafontaine. Il occupe ce poste jusqu'en 1999. Il est le ministre de l'Intérieur avec le plus long mandat en Allemagne à ce jour. 
Ses livres Profit durch Krankheit und Gesundheit ohne Ausbeutung, qui traitent des possibilités de réformer le système de santé, fait bouger la profession médicale à la fin des années 1970. 

## Honneurs
- 1985: Ordre du Mérite de Sarre[1]
- 2009: Officier de l'ordre du Mérite de la République fédérale d'Allemagne

## Travaux
- Profit durch Krankheit? Das Gesundheitswesen aus Arbeitnehmersicht. Verlag Neue Gesellschaft, Bonn 1975.  (ISBN 3-87831-200-8).
- Gesundheit ohne Ausbeutung. Eine Alternative zum gegenwärtigen Gesundheitssystem. Verlag Neue Gesellschaft, Bonn 1977.  (ISBN 3-87831-238-5).
- Glücksmomente: eine Autobiografie. Röhrig Verlag, St. Ingbert 2009,  (ISBN 978-3-86110-472-8)